# Tomás Milián
Tomás Milián, nome artístico de Tomás Quintín Rodríguez (Havana, 3 de março de 1933 – Miami, 22 de março de 2017), foi um ator cubano, mais conhecido por seu extenso trabalho em spaghetti westerns, filmes italianos da década de 1960 até o final de 1980.
Foi encontrado morto em sua casa, em Miami, Flórida, em 22 de março de 2017, aos 84 anos.

## Filmografia parcial
- Boccaccio 70 (1962)
- El precio de un hombre (1966)
- Madamigella di Maupin (1966)
- Faccia a faccia (1967)
- Se sei vivo spara (1967)
- Vamos a matar, compañeros (1970)
- Non si Sevizia un Paperino (1972)
- Il bianco, il giallo, il nero (1975)
- Delitto al Blue Gay (1984)
- King David (1985)
- Havana (1990)